# Sinovac Biotech
La Sinovac Biotech (in cinese: 北京科兴生物制品有限公司) è una azienda biofarmaceutica attiva nel settore della ricerca, sviluppo, produzione e commercializzazione di vaccini contro malattie infettive. La società ha sede a Pechino in Cina ed è quotata al NASDAQ.